# Шуньга (Марий Эл)
Шуньга (мар. Шуҥго) — деревня в Новоторъяльском районе Республики Марий Эл. Входит в состав Масканурского сельского поселения.

## География
Находится в северо-восточной части республики Марий Эл на расстоянии приблизительно 12 км по прямой на север от районного центра посёлка Новый Торъял.

## История
Известна с 1766 года, когда здесь в 3 домах проживали 17 человек. В 1795 году здесь имелось 5 хозяйств. В 1801 году входила в состав Толманской волости Уржумского уезда и насчитывала 6 дворов. В 1830 году здесь было 5 хозяйств. В 1884 году Шуньга входила в состав Толманской волости Уржумского уезда Вятской губернии, в ней было 16 дворов, 86 жителей. В 1981 году насчитывалось 16 дворов и 59 жителей, в 1999-м осталось 7 домов, 25 жителей, все мари. В 2002 году отмечено было 9 дворов. В советское время работали колхозы «Ужара», имени Ленина, «Тумер», «Путь Ленина», «Совет» и совхоз «Заречный».

## Население
Население составляло 25 человек (мари 100 %) в 2002 году, 24 в 2010.